# Pavučinec různý
Pavučinec různý (Cortinarius varius) je jedlá houba rostoucí v jehličnatých lesích (borovice, smrk), zvláště na vápnité půdě. Nejvíce se vyskytuje od července do října.

## Vzhled
Klobouk je 5–10 cm široký, polokulovitě klenutý, pak rozložený až plochý, nebo i vmáčklý s tenkým okrajem. Zbarven je žlutookrově, nebo žloutkově ve středu někdy červenohnědý, ve stáří zlatohnědý, na okraji světlejší, slizký, hladký, lesklý, za sucha mírně matný.
Lupeny jsou husté, u třeně většinou mělce vykrojené do zubu, tenké a nepříliš široké. Jsou sytě makově modré, do fialova, pak okrově skořicové, s ostřím mělce vroubkovaným. Výtrusy jsou bledě rezavě hnědé a elipsovitě mandlovité.
Třeň je plný, k dolejšku kyjovitě ztloustlý, v mládí obyčejně dosti krátký, později protažený (5–10 cm dlouhý). Je vločkatě vláknitý až skoro hladký, bílý, na špičce trochu namodralý (později se tento odstín ztrácí), v dolejší části je žlutavě krémový, ve stáří celý žlutookrový. Třeň není ani ve stáří dutý.
Dužnina je pevná, jemně a kompaktně masitá, v klobouku bílá, později se slabým žlutým nádechem, ve třeni vlnkatě vláknitá se slabým žlutavým nádechem. Slabě voní a příjemně chutná.

## Výskyt
Většinou v jehličnatých lesích na vápencové půdě. Rostou hlavně na okrajích lesů od konce léta do podzimu.

## Upotřebení
Jedná se o jedlou a chutnou houbu, kterou je možné požívat v jakékoliv úpravě.